# Aeroporto de Bristol
O Aeroporto de Bristol (IATA: BRS, ICAO: EGGD), é um aeroporto internacional localizado em North Somerset, serve o município de Bristol, e a região aos arredores. Fica a 13 km (8,08 mi) sudoeste do centro da cidade de Bristol. É o nono aeroporto o mais movimentado no Reino Unido.
Construído no local de um antigo aeródromo da Força Aérea Real (RAF), foi inaugurado em 1957 como Aeroporto (Lulsgate) de Bristol, substituindo o Aeroporto (Whitchurch) de Bristol como o Aeroporto Municipal de Bristol. Entre os anos de 1997 a 2010 foi conhecido como Aeroporto Internacional de Bristol. Em 1997 uma participação acionária maioritária no aeroporto foi vendida ao FirstGroup, então em 2001 o aeroporto foi vendido a uma joint venture do Grupo Macquarie e outros. Em setembro de 2014, o Ontario Teachers' Pension Plan comprou o Grupo Macquarie para se tornar o único proprietário.
Companhias aéreas com bases operacionais no aeroporto incluem EasyJet, Ryanair, KLM, Lufthansa e BMI Regional. O aeroporto tem uma Licença de Aeródromo de Uso Público CAA (número P432) que permite voos para o transporte público de passageiros e para a instrução de voo.